# Styloleptus posticalis
Styloleptus posticalis är en skalbaggsart som först beskrevs av Charles Joseph Gahan 1895.  Styloleptus posticalis ingår i släktet Styloleptus och familjen långhorningar.
Artens utbredningsområde är:
- Guadeloupe.
- Dominica.
- Martinique.

Inga underarter finns listade i Catalogue of Life.